# JR-Maglev

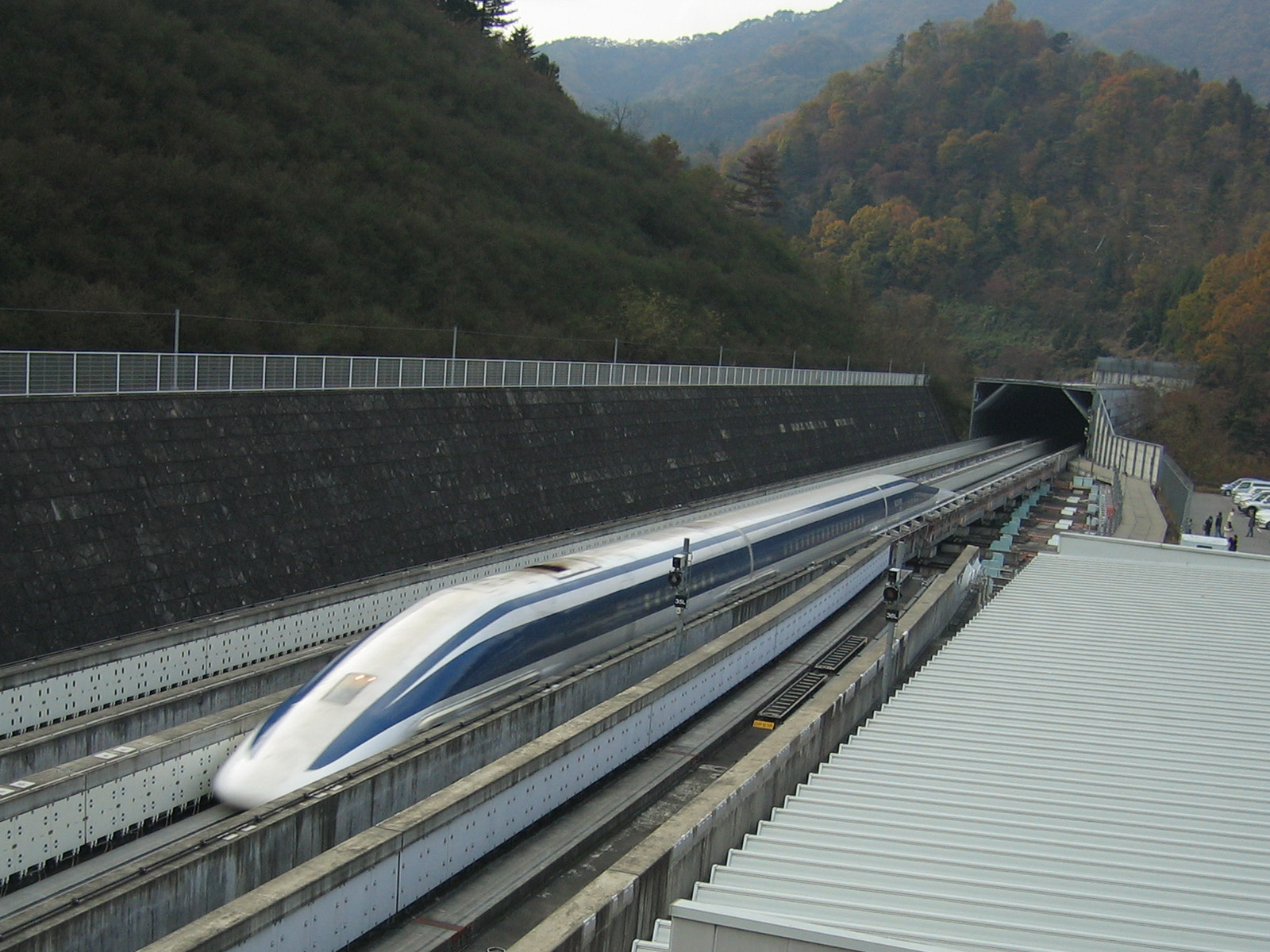
Een MLX01 maglevtrein op de Yamanashi-testbaan.

De JR-Maglev is een Japanse maglevtrein die ontwikkeld werd door de Central Japan Railway Company en de Railway Technical Research Institute (鉄道総合技術研究所, Tetsudō Sōgō Gijutsu Kenkyūsho). Het is een van de laatste van de series van maglevtreinen die ontwikkeld zijn sinds de jaren 70 in Japan. Op 2 december 2003 slaagde een JR-maglev er in om 581 km/u te rijden en daarmee het snelheidsrecord van railvoertuigen te verbreken. Op 21 april 2015 werd het wereldsnelheidrecord bereikt van 603 km/u.

## Techniek

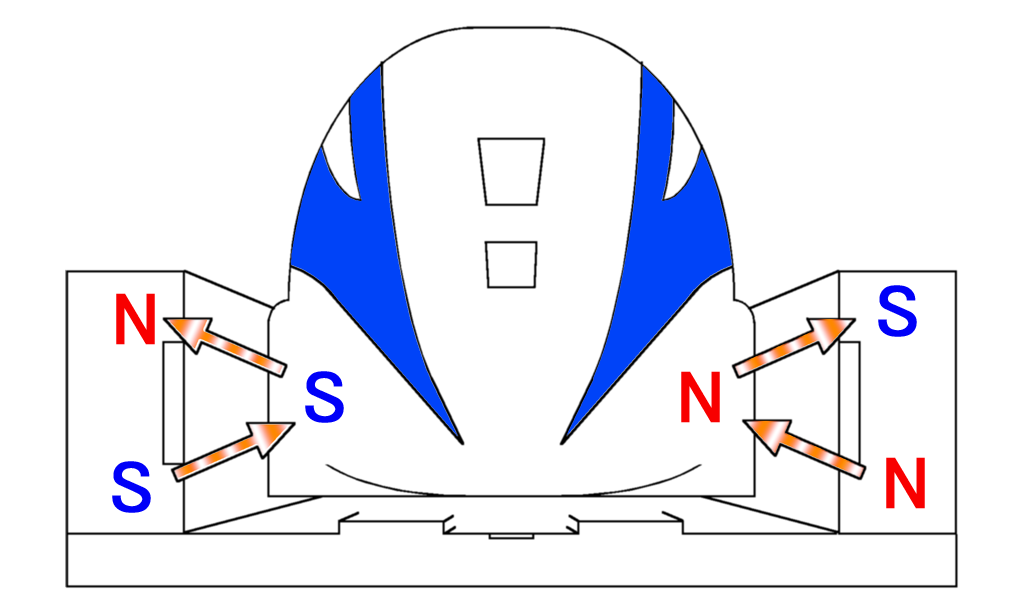

De JR-maglev werkt net als andere maglevtreinen met magneten. Deze zorgen voor drie dingen: dat het zweeft, dat het vooruitkomt en dat het in het midden van de baan blijft.

### Levitatie
De JR-maglev maakt gebruik van een Electro-dynamic Suspension (EDS) systeem. Dit werkt door onderin dezelfde magnetische polen te gebruiken en bovenin verschillende. Dit zorgt voor een dubbele werking.

### Rijden
De JR-maglev komt vooruit door een Lineaire inductiemotor. Hierin blijft de magneet van de trein hetzelfde en de magneten van de baan wisselen waardoor de voorste magneet een afwijkende magnetische pool heeft en de magneet achter of op dezelfde plek dezelfde magnetische pool heeft.

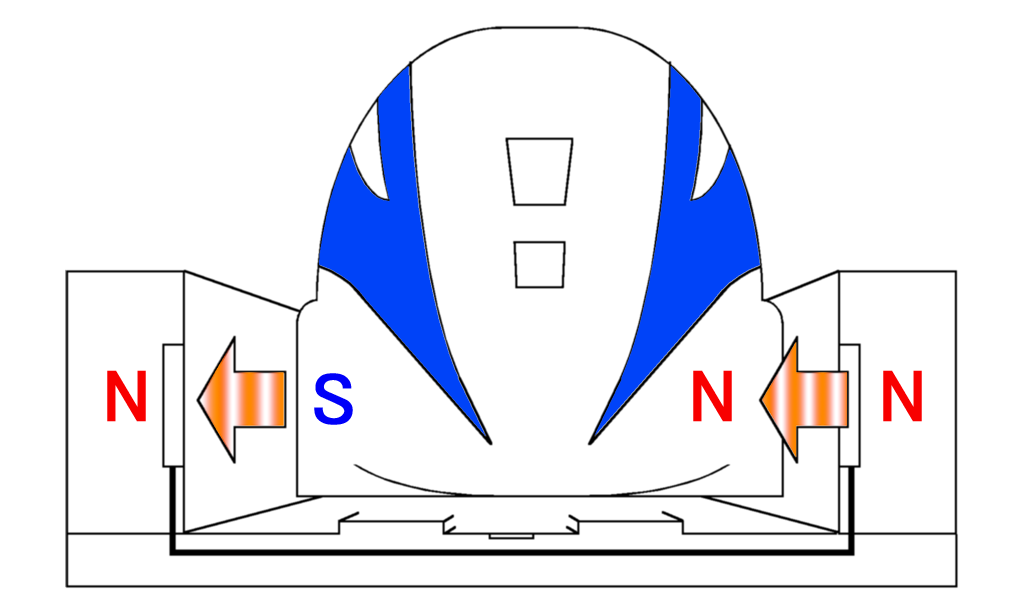

### Sturing
De Maglevtrein wordt gestuurd door in de baan de magnetische polen te wisselen bij bochten en hetzelfde te houden als de trein rechtdoor moet.

## Baan
De baan ligt in  Yamanashi en is 18,4 km lang (inclusief 17 km aan tunnels). Deze testbaan is anno 2021 actief. In 2011 gaf het ministerie JR Central toestemming om het SCMaglev-systeem te gebruiken op hun geplande Chūō Shinkansen die Tokio en Nagoya tegen 2027 verbindt, en tegen Osaka in 2045. Er wordt anno 2021 gebouwd aan het traject.

## Tijdlijn
- 1962 – Het onderzoek naar de technologie begon.
- 1977 – Het experiment werd getest op de baan van  Miyazaki .
- 1995 - Het experiment op de baan van Miyazaiki werd beëindigd.
- 1997 – In april startte op de baan van Yamanashi.
- 2004 – 80.000 mensen hadden al mee gereden in de testtrein. Een test wees uit dat twee treinen elkaar konden passeren met een snelheidsverschil tussen beide treinen in tegengestelde richting van maximaal 1026 km/u.
- 2005 – Kroonprins Naruhito nam een testrit.

## Voertuigen
- 1972 – LSM200
- 1972 – ML100
- 1975 – ML100A
- 1977 – ML-500
- 1979 – ML-500R (verbouwde ML-500)
- 1980 – MLU001
- 1987 – MLU002
- 1993 – MLU002N

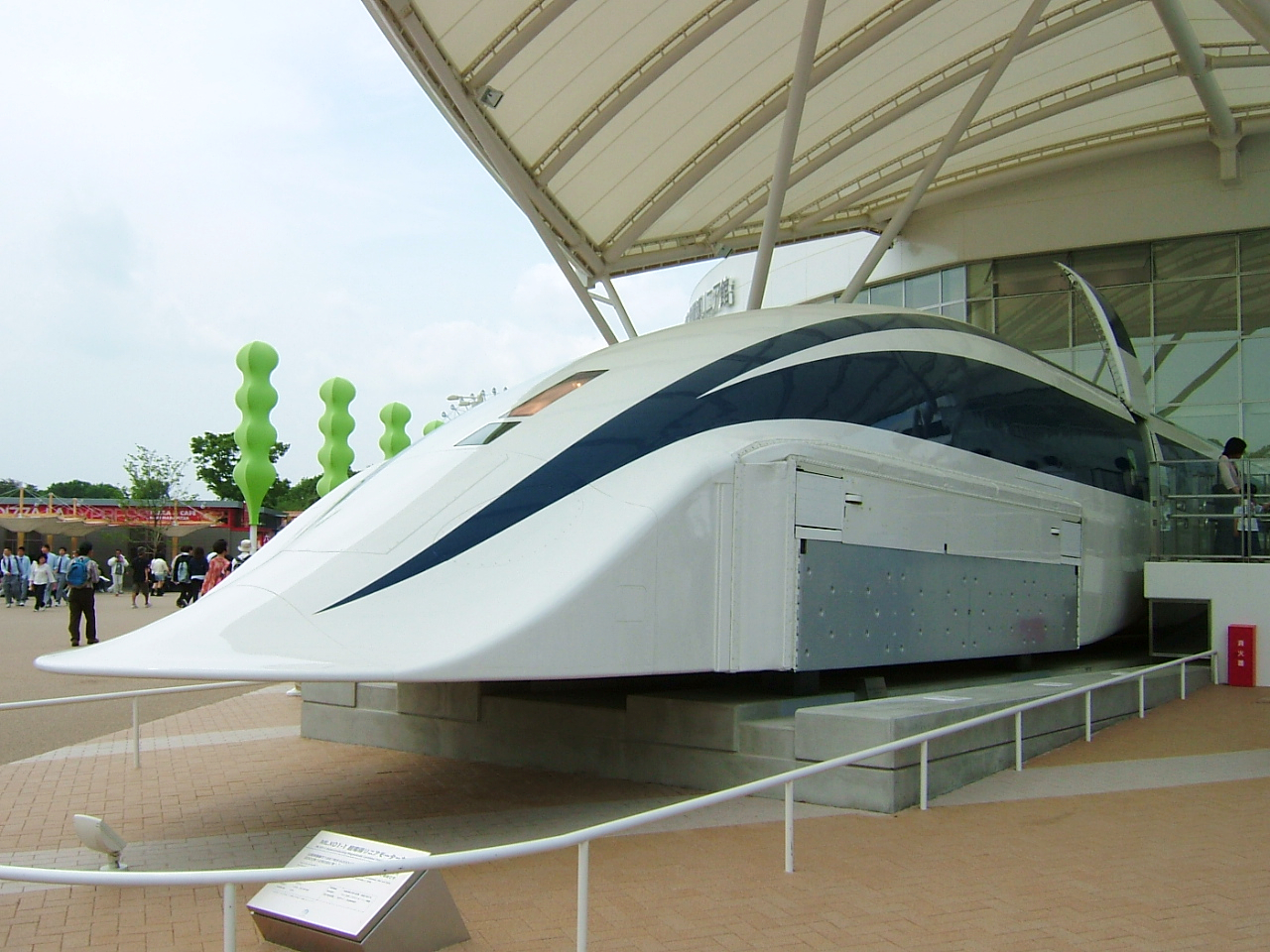
De MXL01-1 op een expo in 2005.

- 1995 – MLX01 (MLX01-1, MLX01-11, MLX01-2)
- 1997 – MLX01 (MLX01-3, MLX01-21, MLX01-12, MLX01-4)
- 2002 – MLX01 (MLX01-901, MLX01-22)
- 2009 – MLX01 (MLX01-901A, MLX01-22A: verbouwde 901 en 22)